# Бджолиний розплід

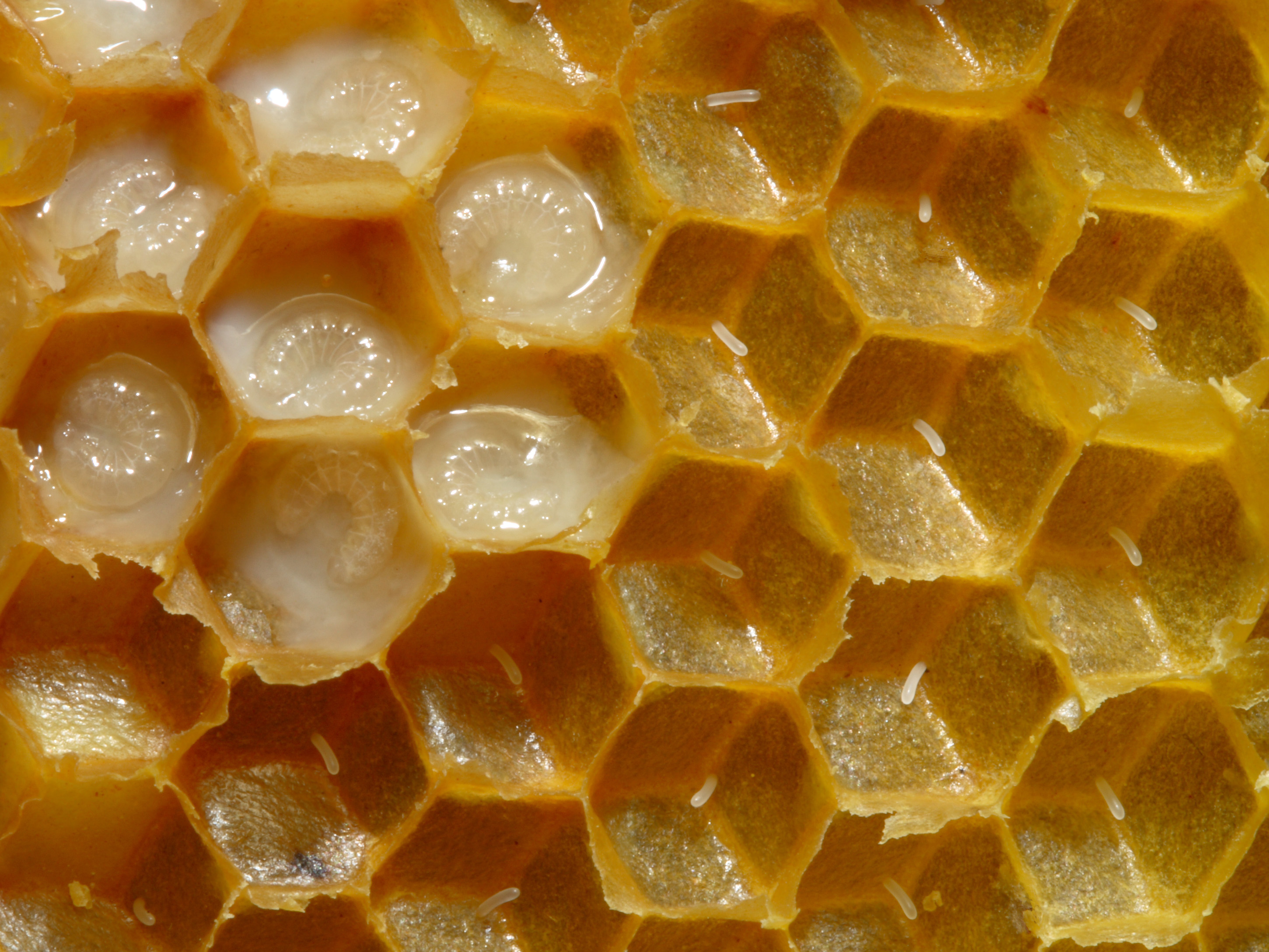
Яйця і личинки (стінки стільників частково зрізані)

В ентомології, термін розплід вживають для позначення ембріона або етапів яйця, личинки і лялечки у житті голометабольних комах. Розплід медоносних бджіл розвивається у бджолиному вулику. В переставних рамках, які виготовляються у комплекті до рамкових вуликів, кожна рамка з розплодом називається розплідною. Зазвичай, окрім розплоду, у верхніх кутах рамки ще є пилок і нектар або мед. Всі інші комірки стільника можуть бути порожні або зайняті розплодом на різних стадіях розвитку організму. Під час активного розплідного сезону, бджоли можуть використовувати комірки, з яких уже вийшов розплід, повторно, або використовувати його для зберігання меду та пилку. Бджоли демонструють дивовижну гнучкість в адаптації комірок до використання, яке найкраще підходить для виживання сім'ї.

## Розвиток розплідних комірок
У сучасних вуликах із рамками розплідна зона знаходиться у розплідному корпусі, який має знаходитися у низу багатокорпусного вулика, як вважають бджолярі. В кінці зими і ранньою весною, коли починається виведення розплоду, матка починає відкладати яйця всередині клубу бджіл у безпосередній близькості від наявних медових корпусів. Як правило, медоносні бджоли значно розширюють розплідну частину гнізда під час сезону. Відносне розташування розплідної частини вулика також може змінитися від того, куди пасічник додасть нові корпуси, а дикі бджоли будують свіжі стільники у доступних порожнинах. Деякі пасічники встановлюють роздільну решітку над гніздовими корпусами, щоб упевнитися, що матка не піде відкладати яйця у верхні корпуси (так звані магазини, або медові надставки). У роздільній решітці мають бути такі отвори, щоб робочі бджоли легко їх проходили, а матка — ні. Деякі бджолярі не використовують решіток, а матку намагаюся утримувати у гніздовому корпусі, витримуючи бар'єр із корпусу із заповненими медовими рамками, які матка дуже неохоче перетинає у пошуках вільних комірок для відкладання яєць. У гніздах бджіл у дикій природі бджоли схильні розміщувати розплід у нижній частині порожнини, а мед по боках і над розплодом, саме такої схеми і намагаються дотримуватися пасічники.
Наприкінці весни, безпосередньо перед тим, як бджолина сім'я природним шляхом ділиться роїнням, Бджолярі часто видаляють рамки з розплодом та бджолами, які їх покривають, щоб створити нову сім'ю, яку зазвичай називають відводком, або нуклеусом. В районах із м'яким кліматом, однієї рамки може бути достатньо, щоб започаткувати нову сім'ю, в яку додають матку. Але зазвичай використовують дві-три рамки, разом з медовою рамкою. Це гарантує, що у новій сім'ї буде достатньо дорослих бджіл, які зможуть підтримувати необхідну температуру для розплоду і нова сім'я матиме достатньо харчування, якщо випаде кілька негожих днів, коли бджоли не можуть збирати нектар. Якщо буде недостатня кількість дорослих бджіл для обігріву стільників, розплід може загинути від охолодження протягом ночі («застиглий розплід»).

## Розвиток розплоду
Рамки із бджолиним розплодом містять розплід на різних стадіях розвитку: яйця, личинки і лялечки. У кожній комірці стільника, матка відкладає яйця, приклеюючи їх до нижньої частини комірки. Матка намагається відкладати яйця у комірки так, щоб на стільнику сформувався круглий, або овальний візерунок. У період найкращого розвитку розплоду матка може відкладати стільки яєць за день, що на окремій рамці розплід буде одного віку.
Після того, як личинка вилупиться із яйця, робочі бджоли додають маточне молочко — це виділення із залоз на голови молодих бджіл. Протягом трьох днів молоді личинки харчуються маточним молочком, а потім їх годують сумішшю нектару або розведеного меду із пилком. Для вирощування маток бджоли будують відмінні комірки на нижній частині стільників у формі мисочок (або шапок жолудя) і примушують матку відкладати туди яйця. Для них бджоли не обмежують годування маточним молочком, маточники залиті протягом усіх шести днів. Надмірна кількість маточного молочка прискорює розвиток личинок маток. Тільки такі самиці, яких без обмеження годували маточним молочком, стануть матками із повноцінною статевою системою та повністю розвиненими яєчниками після досягнення статевої зрілості. Трутневий розплід розвивається з незапліднених яєць. Комірки для трутневого розплоду бджоли роблять більшими, ніж для робочих бджіл.
Молоді личинки виїдають собі шлях крізь маточне молочко по колу, поки не займуть усе денце комірки, тоді вони тягнуться вздовж. Потім вони починають плести кокон, а їх старші сестри запечатують комірку, коли личинка переходить у стадію лялечки. Усі ці комірки в сукупності і називають «закритий розплід».
| Тип           | Яйце        | Личинка    | Запечатування комірок | Лялечка    | Поява      | Початок фертильності |
| ------------- | ----------- | ---------- | --------------------- | ---------- | ---------- | -------------------- |
| Матка         | до 3-х днів | до 5½ днів | до 7½ днів            | до дня 8   | на 16 день | так, на 23-й день    |
| Робоча бджола | до 3-х днів | до 6 днів  | до 9 дня              | до 12 дня  | на 21 день | відсутня             |
| Трутень       | до 3-х днів | до дня 6½  | до 10 дня             | до дня 14½ | на 24 день | так, на 38-й день    |

## Показник розплоду
Зазвичай вулики, які призначені для запилення, оцінюють за кількістю рамок розплоду.